# George S. Talbot
George Thomas Surtees Talbot (1875 – 1918) è stato un compositore inglese.
Qualche volta fu vicario corale di York Minster. Tra le sue composizioni vi è Salmo 150 "O lode Dio nella Sua Santità" e Salmo 62, per coro. È stato autore di Hints on the Study of the Great Composers ... Selected lists of the music, etc (1914).